# André Hazes Jr.
André Gerardus Hazes, appelé aussi André Hazes jr. est un chanteur et présentateur néerlandais né à Woerden le 21 janvier 1994. Il est le plus jeune fils du chanteur André Hazes.

## Carrière
En octobre 2007, RTL Nederland diffuse le programme In duet met Hazes (en duo avec Hazes), dans lequel des chanteurs célèbres reprennent les musiques d'André Hazes, à la suite de sa mort. Le premier single de l'album était Bedankt min vriend, sur lequel Hazes Jr. chante avec son père. Le single est devenu un hit numéro 1 dans les charts néerlandais.
Hazes Jr. sort deux albums en 2010 et 2012 avec sa sœur aînée Roxeanne Hazes . Les deux disques ont atteint le top 20 du classement des albums néerlandais et ont également réussi à être classés dans l'Ultratop flamand. En 2013, Hazes a été invité à siéger au jury de l'émission Bloed, Zweet & Tranen, aux côtés de Gerard Joling et Danny de Munk, entre autres.
La même année, en hommage à son père, les concerts Holland Zingt Hazes ont été créés. Hazes Jr. joue un rôle important lors des concerts annuels. En 2015, 2016 et 2017, Hazes était artiste invitée aux concerts de De Toppers .
En 2016 sort le quatrième album de Hazes Jr., Leef. Le single du même nom, sorti en juillet 2015, obtient un succès.
À l'automne 2016, il devient le présentateur du jeu télévisé Rad van Fortuin (inspiré du jeu Wheel of Fortune) pour la chaîne SBS6. Le programme est interrompu en 2017 après 200 épisodes.

## discographie

### Albums
| Album                 | Date de sortie | Pays-Bas           | Pays-Bas |               | Flandre            | Flandre  |               | Remarques           |
| Album                 | Date de sortie | Meilleure position | Semaines | Certification | Meilleure position | Semaines | Certification | Remarques           |
| --------------------- | -------------- | ------------------ | -------- | ------------- | ------------------ | -------- | ------------- | ------------------- |
| Van jou, voor jou     | 2010           | 8                  | 8        |               | 7                  | 18       |               | Avec Roxeanne Hazes |
| Samen solo            | 2012           | 16                 | 6        |               | 14                 | 14       |               | Avec Roxeanne Hazes |
| Mijn beste vriend     | 2014           | 38                 | 5        |               | 24                 | 14       |               |                     |
| Leef                  | 2016           | 2                  | 35       | Or            | 3                  | 134      | Or            |                     |
| Wijzer                | 2017           | 1                  | 63       | Or            | 11                 | 105      |               |                     |
| Anders                | 2018           | 1                  | 20       | Or            | 3                  | 82       |               |                     |
| Kerst met André Hazes | 2019           | 84                 | 1        |               | 12                 | 8        |               |                     |
| Thuis                 | 2020           | 1                  | 7        |               | 1(8 semaines)      | 21       |               |                     |
| Een gouden Kerst      | 2020           |                    |          |               | 83                 | 3        |               |                     |

### Singles
| Single                   | Parution   | Meilleure position | Semaines | Remarques                                                         |
| ------------------------ | ---------- | ------------------ | -------- | ----------------------------------------------------------------- |
| Bedankt mijn vriend      | 28-09-2007 | 1 (3 semaines)     | 11       | avec André Hazes                                                  |
| Dat weet je              | 2009       | 18                 | 8        | sous le nom Dré Hazes jr.                                         |
| Soms doet 't zo'n pijn   | 28-05-2010 | 12                 | 6        | avec Roxeanne Hazes                                               |
| Koningslied              | 19-04-2013 | 2                  | 4        | au sein d'un supergroupe pour le couronnement de Willem-Alexander |
| Ik leef mijn eigen leven | 2014       | 30                 | 3        |                                                                   |
| Leef                     | 2015       | 93                 | 2        |                                                                   |
| Dat is mijn kind niet    | 2019       | 31                 | 5        | avec Frenna                                                       |